# Angra Mobiloil
A angra Mobiloil ou baía Mobiloil é uma angra ou baía preenchida de gelo, nutrida por várias geleiras fluentes a nordeste e a leste. Situa-se entre os Picos Rock Pile e a  Península Hollick-Kenyon junto à costa leste da Península Antártica. Descoberta por Sir Hubert Wilkins em um voo de 20 de dezembro de 1928, foi batizada por ele com o nome de um produto da Vacuum Oil Co. da Austrália.
 Este artigo incorpora material em domínio público  de United States Geological Survey   , documento "Angra Mobiloil" (conteúdo do Geographic Names Information System).